# 西普里亚诺·卡斯特罗
何塞·西普里亚诺·卡斯特罗·鲁伊斯（西班牙語：José Cipriano Castro Ruiz，1858年10月12日—1924年12月4日），委内瑞拉政治家，曾任委内瑞拉总统。

## 生平
卡斯特罗出生于委内瑞拉边境的塔奇拉州，曾在邻国哥伦比亚接受教育，后返回家乡从商。1884年，因与当地教士发生矛盾，卡斯特罗被捕入狱。但不久即越狱流亡至哥伦比亚库库塔。
1886年，卡斯特罗返回家乡从军，致力于争取塔奇拉州自治，受到來自委内瑞拉合眾國政府的不滿。在战斗中，卡斯特罗屡战屡胜，被提升为将军，并结识了胡安·比森特·戈麦斯。不久，他出任塔奇拉州州长。
1892年，同意塔齐拉州自治的中央政府被推翻，卡斯特罗也被迫辞职，再次流亡哥伦比亚。流亡期间，他招募了一支军队。1899年，卡斯特罗与戈麦斯率军队进攻加拉加斯推翻原政府，卡斯特罗自任总统。
1908年，卡斯特罗以荷兰王国政府在库拉索岛为委内瑞拉政治难民提供庇护为由，与荷兰断绝贸易关系并驱逐大使，从而导致两国发生争端，荷兰派海军封锁了委内瑞拉的主要港口。 
随后，卡斯特罗赴欧洲治病，副总统胡安·比森特·戈麦斯乘此机会发动政变废黜卡斯特罗，新政府亦得到了美国、法国、荷兰等国的承认，美国亦派军舰进港委内瑞拉，以防止卡斯特罗回国讨伐戈麦斯。此后卡斯特罗在流亡中度過晚年，直到1924年病逝于波多黎各。